# Thaumasura longa
Thaumasura longa är en stekelart som beskrevs av Girault 1928. Thaumasura longa ingår i släktet Thaumasura och familjen puppglanssteklar. Inga underarter finns listade i Catalogue of Life.